# Имеретија
Имеретија (груз. იმერეთი [imereti] — Имерети) је регија у централној Грузији у долини реке Риони. Главни град је Кутаиси.
Регија се простире на 6.552 km² и има 533.906 становника (2014).

## Етничка структура
- Грузини 99,3%
- Руси 0,25%
- Јермени 0,13%[2]